# USS Paul Hamilton (DDG-60)

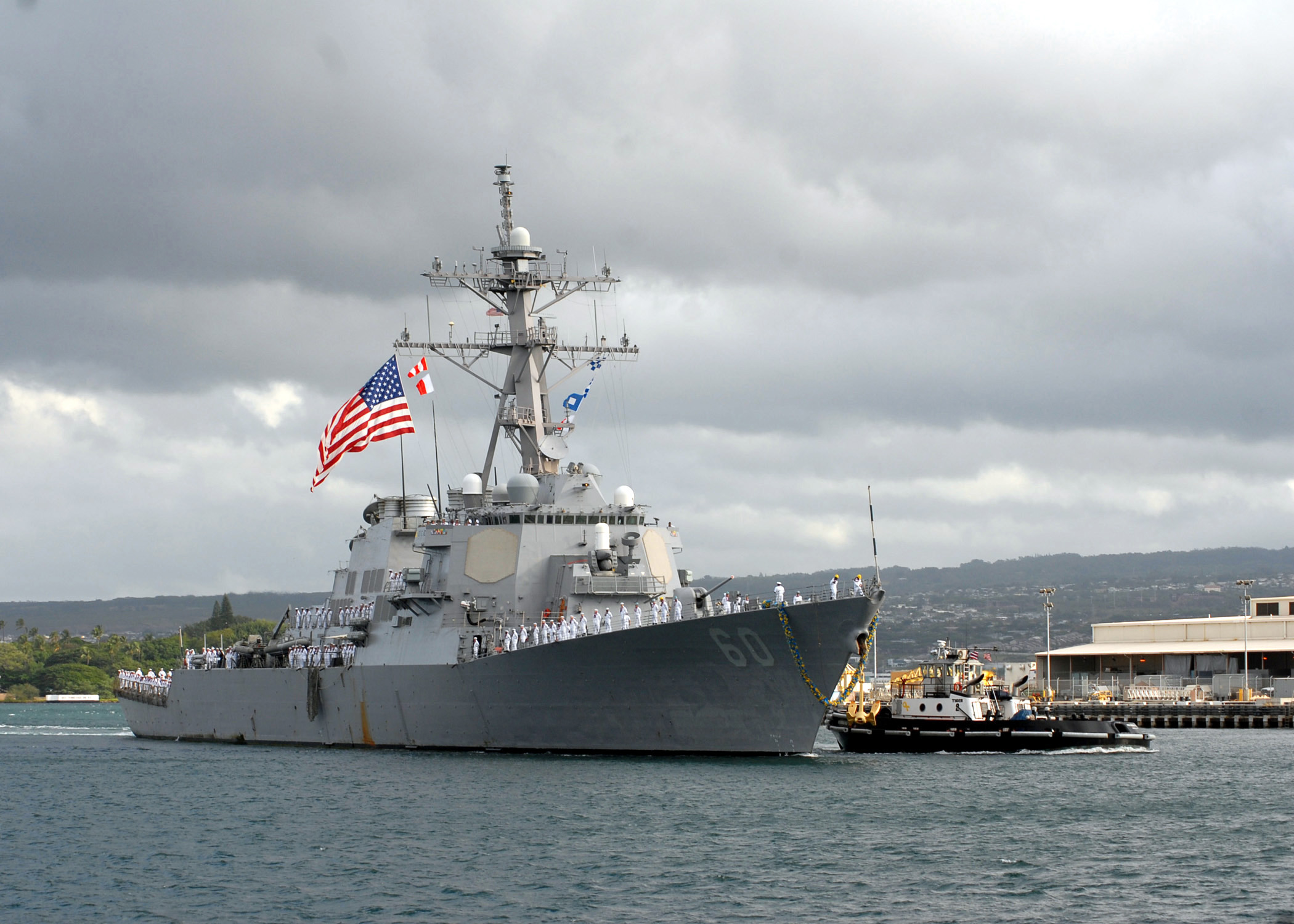
O USS Paul Hamilton em seu porto natal de Pearl Harbor, no Havaí.

O USS Paul Hamilton é um destroyer da classe Arleigh Burke pertencente a Marinha de Guerra dos Estados Unidos.